# Martincsek Miklós

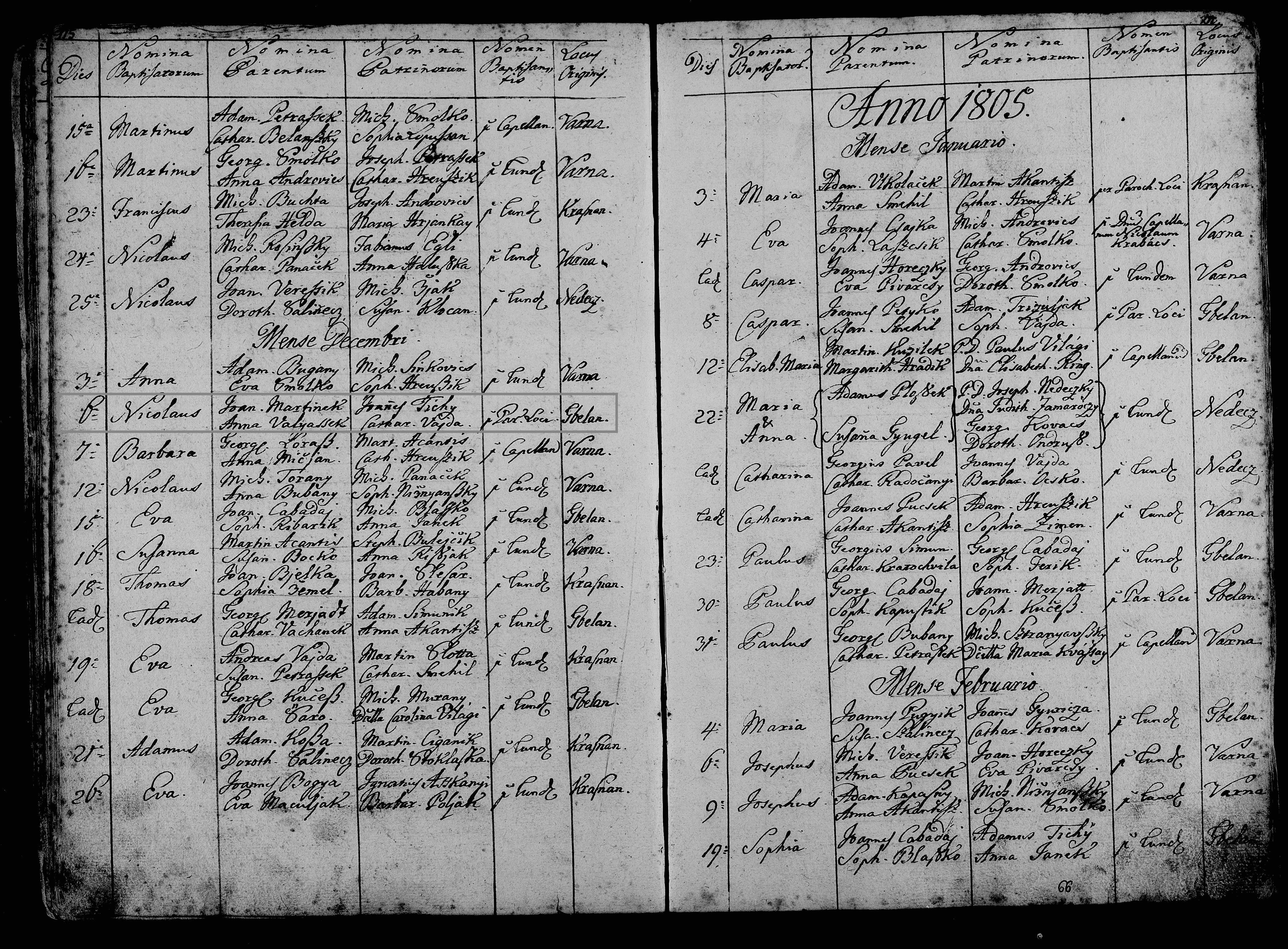
Martincsek Miklós születési kivonata

Martincsek Miklós (Nikolaus Martincsek) (Egbelény, 1804. december 6.  – Várna, 1866. október 16.) katolikus vallású magyar politikus, ügyvéd és országgyűlési képviselő.

## Szerepe országgyűlési képviselőként

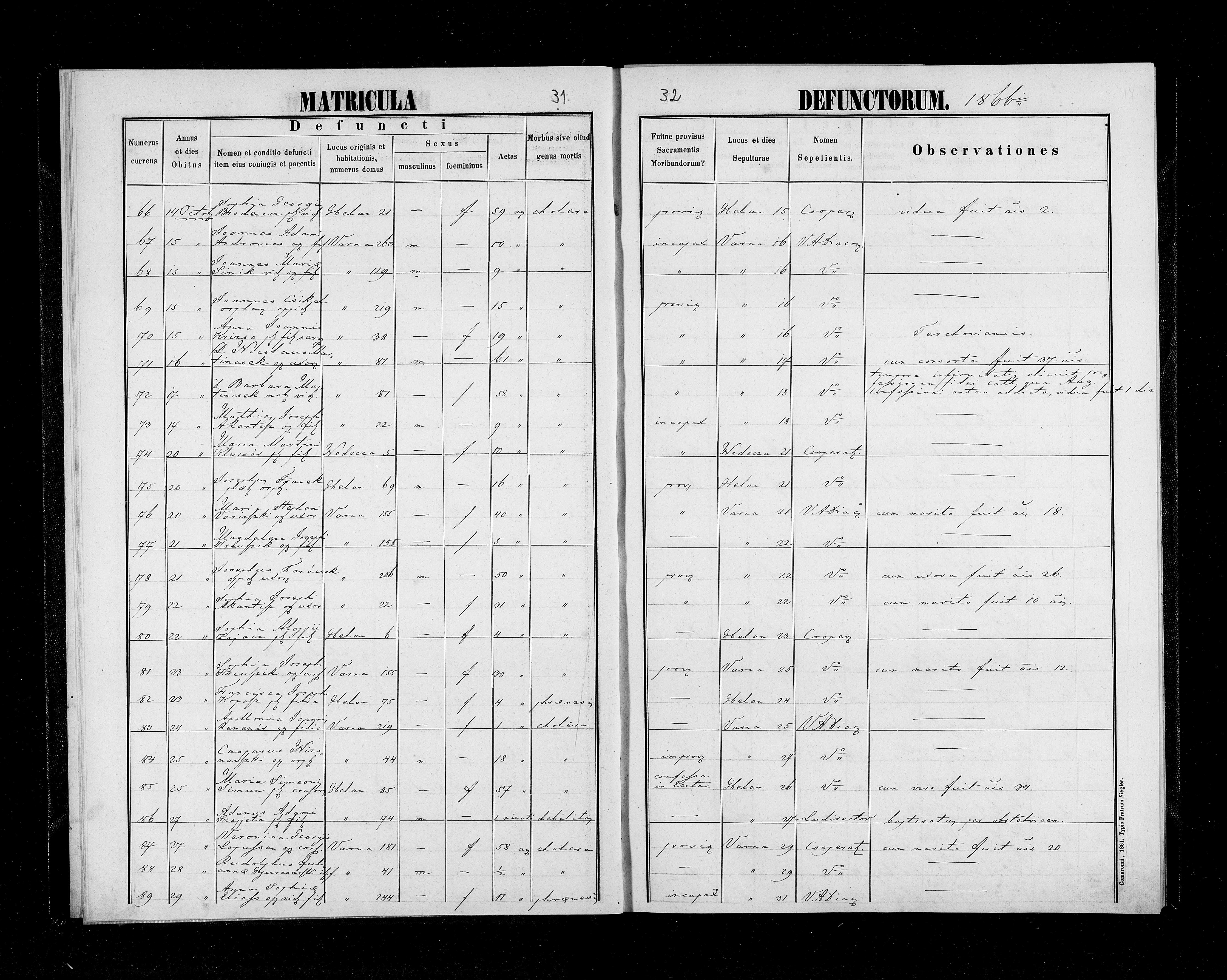
Martincsek Miklós és feleségének halotti kivonata

Martincsek Miklós Trencsén megyei képviselő volt a Kiszucaújhelyi választókörzetből az 1848-49-es országgyűlésben.
1850-ben ténylegesen megjelent a hadbíróság előtt. Kötél által halálra és vagyonelkobzásra ítélték, de később kegyelmet kapott.